# Lasek Krzesławicki
Lasek Krzesławicki – teren rekreacyjny o powierzchni 5,5 ha położony w Nowej Hucie w dzielnicy Wzgórza Krzesławickie, na osiedlu Na Wzgórzach, pomiędzy ulicami Architektów i Poległych w Krzesławicach. Część Parku Zielony Jar.